# Dichaea oxypetala
Dichaea oxypetala là một loài thực vật có hoa trong họ Lan. Loài này được Schltr. mô tả khoa học đầu tiên.